# Луций Тампий Флавиан
Луций Тампий Флавиан (на латински: Lucius Tampius Flavianus) е сенатор на Римската империя през 1 век.
През 76 г. Тампий Флавиан е суфектконсул заедно с Марк Помпей Силван Стаберий Флавиан.